# Alexander Hugo Bakker Korff
Alexander Hugo Bakker Korff (ur. 31 sierpnia 1824 w Hadze, zm. 28 stycznia 1882 w Lejdzie) – holenderski malarz i rysownik.

## Życiorys
Pierwsze nauki pobierał w Hadze u Krusemana i w hadzkiej Akademii u J. van den Berga. W 1845 roku rozpoczął naukę w Akademii w Antwerpii u znanych malarzy historycznych de Keysera i Gustava Wappersa. W 1856 roku wyjechał do Lejdy, gdzie mieszkał do końca życia. W 1869 roku jego prace były prezentowane na wystawie w Brukseli po czym w 1870 przyznano mu Order Leopolda. Należał do lejdejskiej gildii św. Łukasza.

## Twórczość
Korff początkowo malował sceny biblijne i mitologiczne by pod koniec lat pięćdziesiątych skoncentrować się na realistycznych obrazach rodzajowych ze scenami starszych dam w mieszczańskich pomieszczeniach: Wdowa (1871, Lejda), Lektura Biblii (1879, Haga). W jego pracowni powstawały też martwe natury o bardzo małych rozmiarach. Jego uczniami byli Dirk Leonardus Kooreman, Jan Hendrik van Rossum du Chattel, Elias Stark, Jan Jakub Zuidema Broos i Mathilde Tonnet.